# Blago tebi
Blago tebi (poznat i kao Aida) treći je studijski album Koketa. Izdat je 1999. godine. Izdavačka kuća je Sarajevo disk.

## Pesme
1. Blago tebi
2. Suze moje
3. Gitara
4. Kraj priče
5. Nema te nema
6. Četiri zida
7. Baksuz
8. Svadba
9. Aida
10. Ti si daleko

## Spoljašnje veze
- Aida na sajtu Tekstomanija